# The Veil (miniserie televisiva)
The Veil è una miniserie televisiva statunitense creata da Steven Knight. Vede come protagonista Elisabeth Moss, Yumna Marwan, Dali Benssalah e Josh Charles e ha debuttato su FX on Hulu il 30 aprile 2024.

## Puntate
| nº | Titolo originale    | Titolo italiano       | Pubblicazione USA | Pubblicazione Italia |
| -- | ------------------- | --------------------- | ----------------- | -------------------- |
| 1  | The Camp            | Il campo              | 30 aprile 2024    | 26 giugno 2024       |
| 2  | Crossing the Bridge | Attraversare il ponte | 30 aprile 2024    | 26 giugno 2024       |
| 3  | The Asset           | La risorsa            | 7 maggio 2024     | 26 giugno 2024       |
| 4  | Declassified        | Descretato            | 14 maggio 2024    | 26 giugno 2024       |
| 5  | Grandfather's House | La casa del nonno     | 21 maggio 2024    | 26 giugno 2024       |
| 6  | The Cottage         | Il cottage            | 28 maggio 2024    | 26 giugno 2024       |

### Il campo
- Titolo originale: The Camp
- Diretto da: Daina Reid
- Scritto da: Steven Knight

### Attraversare il ponte
- Titolo originale: Crossing the Bridge
- Diretto da: Daina Reid
- Scritto da: Steven Knight

### La risorsa
- Titolo originale: The Asset
- Diretto da: Daina Reid
- Scritto da: Steven Knight

### Desecretato
- Titolo originale: Declassified
- Diretto da: Damon Thomas
- Scritto da: Steven Knight

### La casa del nonno
- Titolo originale: Grandfather's House
- Diretto da: Damon Thomas
- Scritto da: Steven Knight

### Il cottage
- Titolo originale: The Cottage
- Diretto da: Damon Thomas
- Scritto da: Steven Knight

## Personaggi e interpreti

### Personaggi principali
- Imogen Salter, interpretata da Elisabeth Moss, doppiata da Myriam Catania.[4]
- Adilah El Idrissi, interpretata da Yumna Marwan, doppiata da Domitilla D'Amico.[4]
- Malik Amar, interpretato da Dali Benssalah, doppiato da Flavio Aquilone.[4]
- Max Peterson, interpretato da Josh Charles, doppiato da Francesco Bulckaen.[4]
- Magritte, interpretato da Thibault de Montalembert, doppiato da Stefano Alessandroni.[4]

### Ricorrenti
- Sir Michael Althorp, interpretato da James Purefoy, doppiato da Fabio Boccanera.[4]
- Nour, interpretata da Nadia Larbiouene, doppiata da sé stessa.[4]
- Emir, interpretato da Alec Secăreanu, doppiato da Stefano Macchi.[4]
- Guy, interpretato da Dan Wyllie, doppiato da Francesco Prando.[4]
- Yasmina, interpretata da Keyla e Neyla Bara.

## Distribuzione

### Data di uscita
The Veil è stata pubblicata in prima visione assoluta negli Stati Uniti d'America su Hulu dal 30 aprile 2024.
In Italia è stata interamente distribuita sul servizio di streaming on demand Disney+ il 26 giugno 2024.

### Edizione italiana
La direzione del doppiaggio è di Rossella Izzo e i dialoghi italiani sono curati da Nunzia Di Somma e Myriam Catania per conto di Pumais Due che si è occupata anche della sonorizzazione.

## Accoglienza

### Critica
Sull'aggregatore di recensioni Rotten Tomatoes la serie riceve il 38% delle recensioni professionali positive, mentre su Metacritic ha un punteggio di 52 su 100 basato su 20 recensioni.